# QBE Insurance
QBE Insurance es el asegurador global más grande de Australia. Proporciona servicios de seguros principalmente a Australia, América, Europa y a la región pacífica de Asia. QBE Tiene 17000 empleados en 38 países en todo el mundo.
La compañía reportó una ganancia después de impuestos de 2014 $ 742 millones y un margen de beneficios del seguro de 7,6%, con un beneficio de hasta $ 1 mil millones en el año anterior. El informe anual describe el resultado como "alentador y particularmente fuerte".
QBE comenzó a cotizar en la Australian Securities Exchange en 1973 por medio de la fusión de tres empresas cuyos nombres representan las letras de la compañía combinada, Queensland Insurance, Bankers' and Traders' Insurance Company y Equitable Life and General Insurance Co., y su presidente fundador fue J.D.O. Burns.
Desde entonces, QBE ha continuado adquiriendo muchas empresas. Por ejemplo, en febrero de 2007, adquirió la mexicana Seguros Cumbre SA de CV y la aseguradora American General Casualty Insurance.
QBE Seguros es también conocido por su patrocinio de equipos deportivos, incluyendo la franquicia argentina de Jaguares (Super Rugby), Los Swans de Sydney (Liga de Fútbol de Australia), el Sydney Roosters (Liga Nacional de Rugby de Australia), los NSW Swifts de transtasmania (baloncesto femenino), el Perth Glory de la Hyundai A- y el equipo local de la Nueva Zelanda de Rugby League, el North Harbour. QBE es el socio oficial de seguros de la selección de Rugby de Inglaterra.
John Neal fue nombrado para el cargo de consejero delegado del grupo el 17 de agosto de 2012. Frank O'Halloran, el ex director general fue nombrado director financiero en 1982, se unió a la junta como director de finanzas entre 1987-1994 y fue director de operaciones de 1994-1997.